# Skeeter Davis
Skeeter Davis, geboren als Mary Frances Penick (Dry Ridge, 30 december 1931 - Nashville, 19 september 2004), was een Amerikaanse country- en popzangeres.

## Jeugd
Mary Frances Penick was de oudste van zeven kinderen van de echtelieden William en Sarah Penick. Haar bijnaam Skeeter kreeg ze reeds in haar kinderjaren, daar ze zeer energiek was.

## Carrière
Aan het begin van haar carrière zong ze in duet met haar vriendin Betty Jack Davis. Ofschoon ze niet verwant waren, noemden ze zich de Davis Sisters en Penick noemde zich Skeeter Davis. Ze kwamen terecht bij het label RCA Records en hadden met Chet Atkins een zeer succesvolle producent. Na hun eerste grote succes overleed Betty Jack Davis in 1953 bij een auto-ongeluk, waarbij ook Skeeter zwaar gewond werd. Ze ging daarna nog enige tijd door met Betty's zus Georgie Davis als duo, maar ging uiteindelijk als soloartieste verder.
Ze verhuisde naar Nashville en werkte verder samen met Chet Atkins en Anita Kerr van RCA Records. In 1955 ging ze met de Caravan of Stars van het label op tournee met onder andere Elvis Presley en Eddy Arnold en begon met eigen opnamen. Aanvankelijk was ze vooral in het country-bereik en in de hitlijst succesvol. Haar eerste solohit was het nummer Lost to a Geisha Girl (1958), die als reactie op de hit Geisha Girl van Hank Locklin was uitgedacht. Met Set Him Free en Homebreaker volgden twee songs, waaraan ze zelf had meegeschreven, hetgeen echter als uitzondering gold.
In het jaar van haar huwelijk had ze met (I Can't Help You) I'm Falling Too een eerste crossoverhit in de country- en pophitlijst. Het lied was opnieuw een antwoordsong op een lied van Hank Locklin, de top 10-hit Please Help Me, I'm Falling uit hetzelfde jaar. Haar tweede pophit was My Last Date (With You), dat een versie was van het instrumentale nummer Last Date van Floyd Cramer met toegevoegde tekst. Daarna volgden weer meerdere zuivere countryhits.
Haar grootste succes had ze in 1963 met de door Arthur Kent en Sylvia Dee geschreven miljoenenbestseller The End of the World, waarmee ze zowel in de country- als ook in de pophitlijst een 2e plaats bereikte, in de Adult-Contemporary-hitlijst de 1e plaats en in de r&b-hitlijst een 4e plaats. Zodoende was dit het succesvolste crossoverlied in de vier belangrijkste Amerikaanse singlehitlijsten. Het was ook de enige song, waarmee ze zich plaatste in de Britse hitlijst.
In hetzelfde jaar had ze met I'm Saving My Love en I Can't Stay Mad at You nog twee verdere hits. De laatste was door het succeskoppel Gerry Goffin en Carole King geschreven worden en meer een rock-'n-roll- dan een pop-countrysong. Het was haar tweede top 10-hit en het enige lied, dat beter geklasseerd was in de pop- dan in de countryhitlijst. Met He Says the Same Things to Me en Gonna Get Along Without You Now, een coverversie van een Teresa Brewer-hit, had ze nog twee verdere top 50-successen in de pophitlijst.
In het midden van de jaren 1960 veranderde met de Britse invasie de muzieksmaak en Skeeter Davis kreeg het steeds moeilijker om in de pophitlijst te komen, alhoewel ze muzikaal niet gebonden was en bijvoorbeeld in 1967 een Buddy Holly-coveralbum opnam. Ze trad echter vooral op in de Grand Ole Opry in Nashville en maakte countryopnamen met muzikanten als Bobby Bare sr., Porter Wagoner, Don Bowman en George Hamilton IV. Bovendien werden vanaf 1966 Felton Jarvis en vanaf 1969 Ronny Light haar producenten. Tot in het midden van de jaren 1970 kwam ze met haar liederen regelmatig in de countryhitlijst en had in totaal 41 klasseringen. Vanaf 1973 mocht ze enige tijd niet meer optreden in de Grand Ole Opry, nadat ze openlijk kritiek had geuit op de politie van Nashville. Een jaar later werd de samenwerking met RCA Records beëindigd. Haar laatste single I Love Us (1976) verscheen bij Mercury Records.
Daarna trok ze zich voor een langere periode terug uit de muziekbusiness. Na 1983 publiceerde ze weer twee eigen albums en in 1985 samen met de band van haar echtgenoot Joey Spampinato het album She Sings, They Play. Haar laatste album You Were Made for Me, samen met de Noorse countryzanger Teddy Nelson, verscheen in 1990.

## Privéleven en overlijden
In 1959 werd ze lid van de Grand Ole Opry. In 1960 trouwde ze met de tv-presentator Ralph Emery van het programma Nashville Now. Het huwelijk hield vier jaar stand. In 1983 trouwde ze met Joey Spampinato, de bassist van de rockband NRBQ. In 1993 publiceerde ze haar autobiografie Bus Fare to Kentucky en werkte ze mee aan een kerstboek voor kinderen. Na het einde van haar tweede huwelijk in het midden van de jaren 1990 richtte ze zich op de religie en zette ze zich in tegen alcohol- en tabaksgebruik. Ze trad ook op in de Grand Ole Opry met religieuze liederen en gospelsongs. Skeeter Davis overleed in september 2004 aan de gevolgen van borstkanker.

## Discografie

### Singles
- 1953:	I Forgot More Than You'll Ever Know (als The Davis Sisters)
- 1957: He Left His Heart with Me (eerste solosingle)
- 1958: I Forgot More Than You'll Ever Know (soloversie van de Davis Sisters-hit)
- 1958:	Lost to a Geisha Girl
- 1959:	Set Him Free
- 1959: Homebreaker
- 1960:	Am I That Easy to Forget
- 1960: (I Can't Help You) I'm Fallin' Too
- 1961:	My Last Date (With You)
- 1961: The Hand You're Holding Now
- 1961: Optimistic
- 1962: Where I Ought to Be
- 1962: The Little Music Box
- 1962: Something Precious
- 1963: The End of the World
- 1963: I'm Saving My Love
- 1963: I Can't Stay Mad at You
- 1964: Gonna Get Along Without Ya Now
- 1964: He Says the Same Things to Me
- 1964: How Much Can a Lonely Heart Stand
- 1964: Let Me Get Close to You
- 1965:	A Dear John Letter (met Bobby Bare)
- 1965: Sun Glasses
- 1965: I Can't Help It
- 1966:	Goin' Down the Road (Feelin' Bad)
- 1967:	Fuel to the Flame
- 1967: What Does It Take (To Keep a Man Like You Satisfied)
- 1967: Set Him Free (nieuwe opname)
- 1968:	For Loving You (met Don Bowman)
- 1968: Instinct for Survival
- 1968: There's a Fool Born Every Minute
- 1969:	The Closest Thing to Love (I've Ever Seen)
- 1969: I'm a Lover (Not a Fighter)
- 1970:	Let's Get Together (met George Hamilton IV.)
- 1970: Your Husband, My Wife (met Bobby Bare)
- 1970: It's Hard to Be a Woman
- 1970: We Need a Lot More of Jesus
- 1971:	Love Takes Up a Lot of My Time
- 1971: Bus Fare to Kentucky
- 1972:	Sad Situation
- 1972: One Tin Soldier
- 1972: A Hillbilly Song
- 1973:	I Can't Believe That It's All Over
- 1973: Don't Forget to Remember
- 1974:	One More Time
- 1976:	I Love Us

### Albums
- 1959: I'll Sing You a Song and Harmonize, Too (1959)
- 1961: Here's the Answer (1961)
- 1962: Sing Duets (mit Porter Wagoner, 1962)
- 1963:	The End of the World
- 1964: I Forgot More Than You'll Ever Know (1964)
- 1964: Let Me Get Close to You (1964)
- 1964:	Cloudy, with Occasional Tears
- 1965:	Tunes for Two (mit Bobby Bare)
- 1965: The Best of Skeeter Davis (1965)
- 1965: Written by the Stars (1965)
- 1965: Blueberry Hill (1965)
- 1965: Skeeter Sings Standards (1965)
- 1966: Singin' in the Summer Sun (1966)
- 1967: Hand in Hand with Jesus (1967)
- 1967: Skeeter Davis Sings Buddy Holly (1967)
- 1967:	My Heart's in the Country
- 1968:	What Does It Take (To Keep a Man Like You Satisfied)
- 1968:	Why So Lonely?
- 1968:	I Love Flatt & Scruggs (tribute-album met songs van Lester Flatt en Earl Scruggs)
- 1969: The Closest Thing to Love (1969)
- 1969: Mary Frances (1969)
- 1970: Easy to Love (1970)
- 1970: A Place in the Country (1970)
- 1970: Your Husband, My Wife (met Bobby Bare)
- 1970: It's Hard to Be a Woman (1970)
- 1971: Skeeter Skeeter Skeeter (1971)
- 1971: Love Takes a Lot of My Time (1971)
- 1971: Foggy Mountain Top (1971)
- 1972: Bring It On Home (1972)
- 1972:	Skeeter Sings Dolly (tribute-album met songs van Dolly Parton)
- 1973:	The Best of Skeeter Davis, Vol. 2 (compilatie)
- 1973:	I Can't Believe That It's All Over
- 1973: The Hillbilly Singer
- 1974: He Wakes Me with a Kiss
- 1975: The Versatile Skeeter Davis
- 1984: Live Wire
- 1984: Heart Strings
- 1985: She Sings, They Play (met NRBQ)
- 1990: You Were Made for Me (met Teddy Nelson)

- Biblioteca Nacional de España: XX871521
- Bibliothèque nationale de France: cb138930356 (data)
- Gemeinsame Normdatei: 119183269
- International Standard Name Identifier: 0000 0000 7962 1002
- Library of Congress Control Number: n93020172
- MusicBrainz: fd8f6b23-480c-4605-8152-51a5e8a39dfb
- Bibliotheek van het Japanse parlement: 001165054
- Nationale Bibliotheek van Tsjechië: mzk2005269610
- Nederlandse Thesaurus van Auteursnamen: 097167231
- SNAC: w67q0jrq
- Virtual International Authority File: 69115208
- WorldCat: E39PBJqVYtQVm9Fp4j8rWMBQMP